# Jet-Dragster

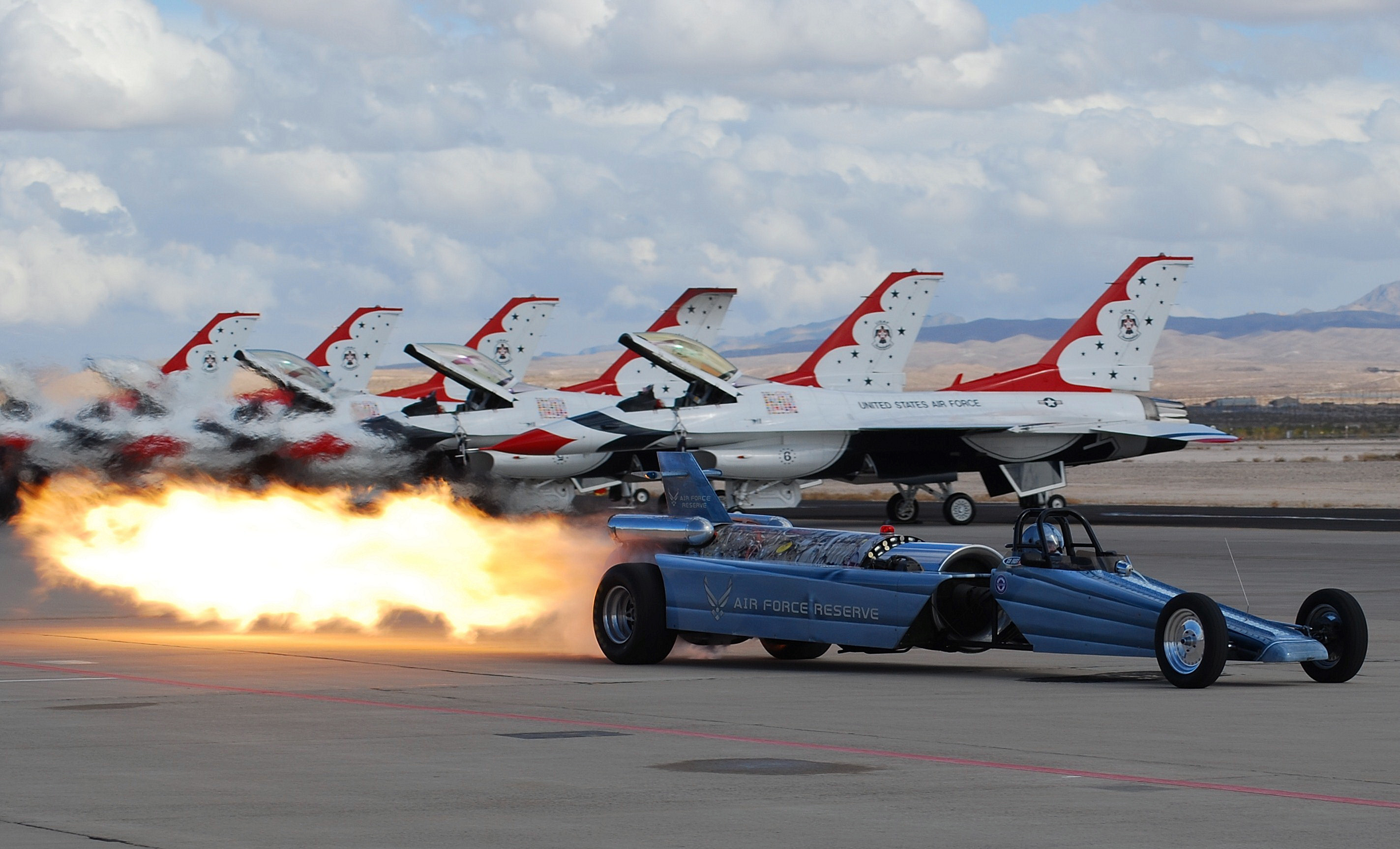
Jet-Dragster in „Slingshot-Bauweise“: Fahrer und Triebwerk in einer Linie

Als Jet-Dragster werden Dragster bezeichnet, die statt eines Kolbenmotors ein Strahltriebwerk als Antrieb nutzen. Die Triebwerke stammen in der Regel aus Kampfjets und sind oft mit Nachbrennern ausgerüstet. Es kommen auch Gasturbinen aus Hubschraubern zum Einsatz. Durch die Vielfalt der möglichen Triebwerke schwanken die Leistungsangaben zwischen 10.000 und 25.000 PS (ca. 7.355 – 18.387 kW). Auf Grund des, im Drag Racing vorgeschriebenen, „stehenden Starts“ ist diese Umrechnung der Schubkraft jedoch wenig aussagekräftig. Als Verbrauch werden ca. 8 Liter Kerosin pro Sekunde angegeben. Jet-Dragster passen in keine, der im Motorsport gängigen Leistungsklassen und sind nicht von der FIA reglementiert. Auch aus Sicherheitsgründen werden mit ihnen keine Rennläufe veranstaltet. Die in den Showläufen erzielten Zeiten liegen zum Teil deutlich hinter denen der Top Fuel Dragster zurück.

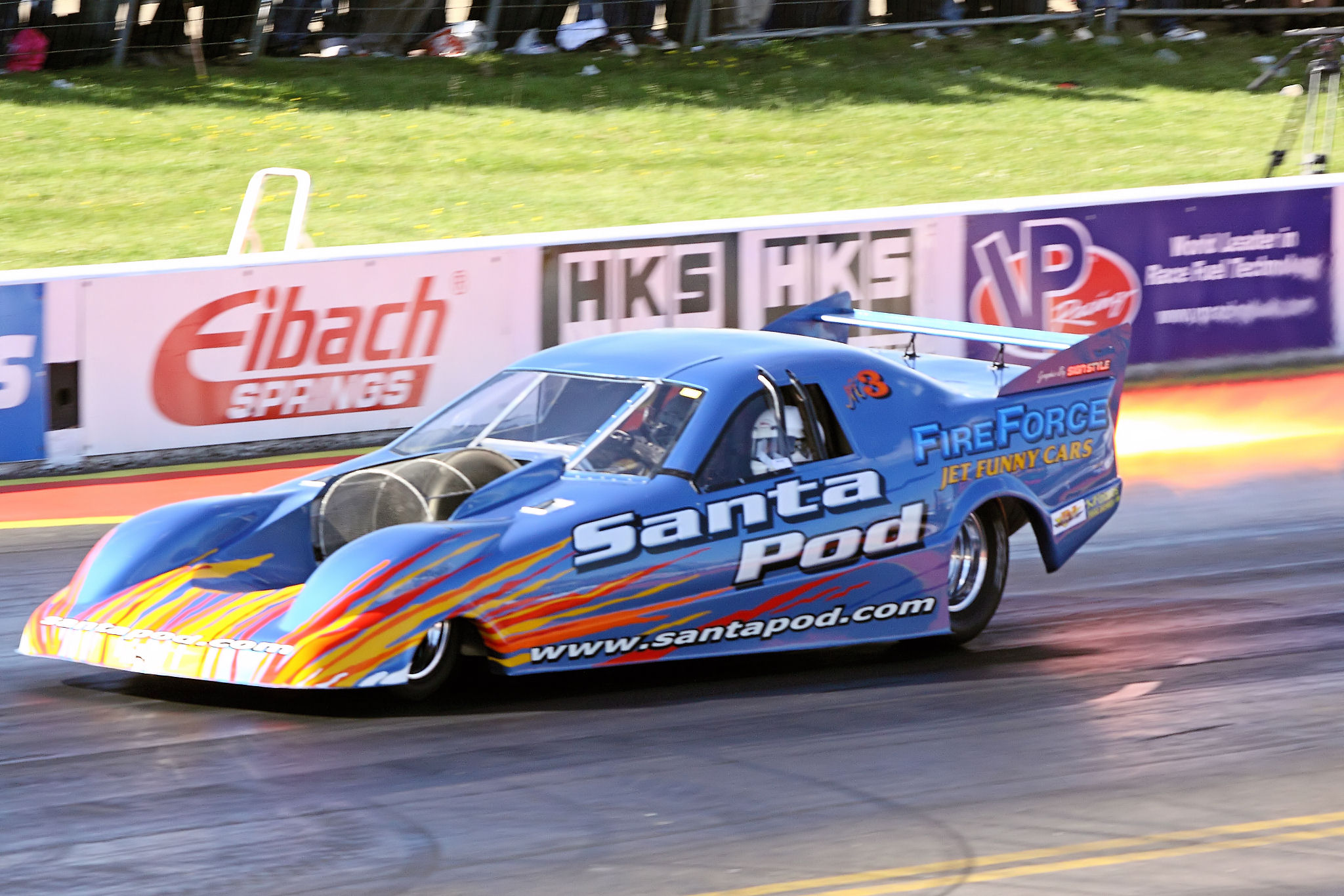
Jet-Funny-Car: Das Triebwerk befindet sich in der Mitte des Fahrzeugs, der Fahrer sitzt daneben. Die Karosserie ist einteilig und hochklappbar

Der Vortrieb dieser Fahrzeuge wird hier nicht, wie im Drag Racing sonst üblich, vom Motor auf die Antriebsräder übertragen und auf die Strecke gebracht, sondern direkt durch die reine Schubkraft der Turbine erzeugt.

## Bauweise
Die Triebwerke sind wegen der Fahrdynamik stets mittig eingebaut. Die Position des Fahrers variiert:

### Dragster
In der klassischen Bauform der Dragster, „Slingshot“ genannt, befinden sich Fahrer und Antrieb in einer Linie. Bei Jet-Dragstern – aus nachvollziehbaren Gründen – mit dem Fahrer vor dem Triebwerk. Diese Fahrzeuge haben meist eine sehr minimalistisch Karosserie/Verkleidung.

### Funny Car
Bei den Jet-Funny-Cars sitzt der Fahrer direkt neben der Turbine, was bei technischen Störungen oftmals zu schweren Verletzungen (beispielsweise Verbrennungen) führen kann. Die Verkleidung ist hier ein einteiliger Abguss, der einer bekannten Fahrzeugform, oder einem nicht realen Vorbild (zum Beispiel Batmobil etc.) nachempfunden ist.

### Sonstige
Auch LKW werden zu Jet-Fahrzeugen umgebaut. Hier liegt das Hauptaugenmerk auf einer möglichst spektakulären Flammenshow. Dafür befinden sich die bis zu drei Triebwerke hinter dem Fahrerhaus. Durch dieses abgetrennte Cockpit ist der Fahrer bedeutend besser geschützt. Auch Bikes und Trikes werden verwendet.

### Ein Sonderfall
Einen Sonderfall in der Gruppe der Jet-Cars stellt Green Monster #19 dar: Der von Art Arfons Anfang der 1970er Jahre aufgebaute Slingshot-Frontengine-Dragster verwendet eine vor dem Fahrer eingebaute, General Electric T58 Turbine, die in verschiedenen Militärhubschraubern zum Einsatz kam. Die Antriebskraft der Turbine wird hier über eine Welle an die Hinterräder abgegeben, also dem Drag-Racing-Regelwerk konform „auf die Straße gebracht“... Zum Schutz des Fahrers wurden die Abgase nach oben abgeleitet. Die Idee war zwar innovativ, technisch jedoch nur schwer zu beherrschen. Ein, auf den Originalplänen basierender Nachbau von Arfons’ Sohn Tim Arfons (damaliger Fahrer) erreichte Im Oktober 2012 ein Resultat von 7,15 Sekunden bei 201 Meilen (323,4 km/h). Green Monster #19 tritt immer noch in Europa auf.
Diese Verwendung des Turbinenantriebs (über Kraftübertragungswelle) findet heute noch im Motorboot-Rennsport in der Kategorie Unlimited Hydroplane statt.

## Bilder

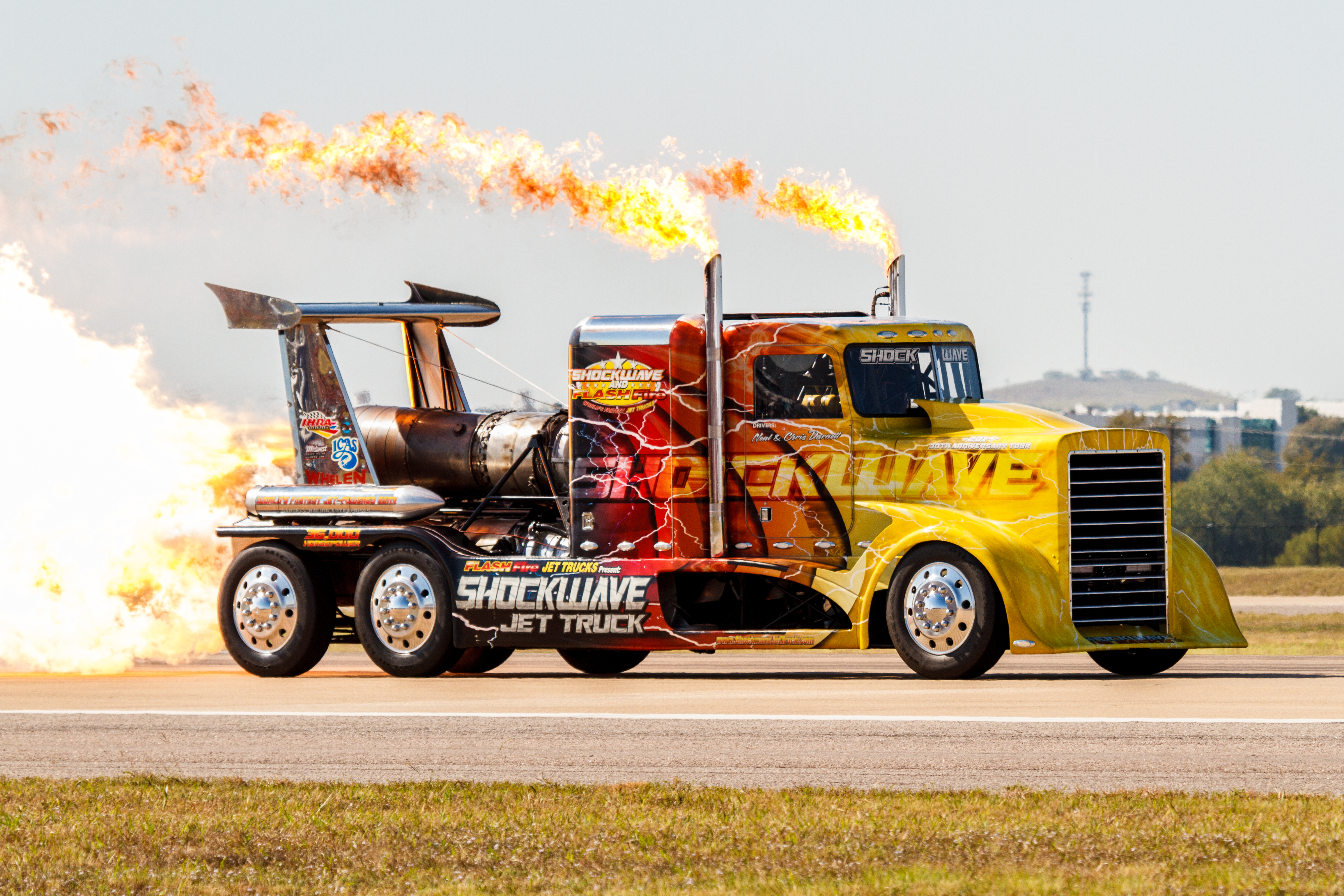
„Shockwave Jet-Truck“ bei der Alliance Air Show in Fort Worth (Texas 2014)
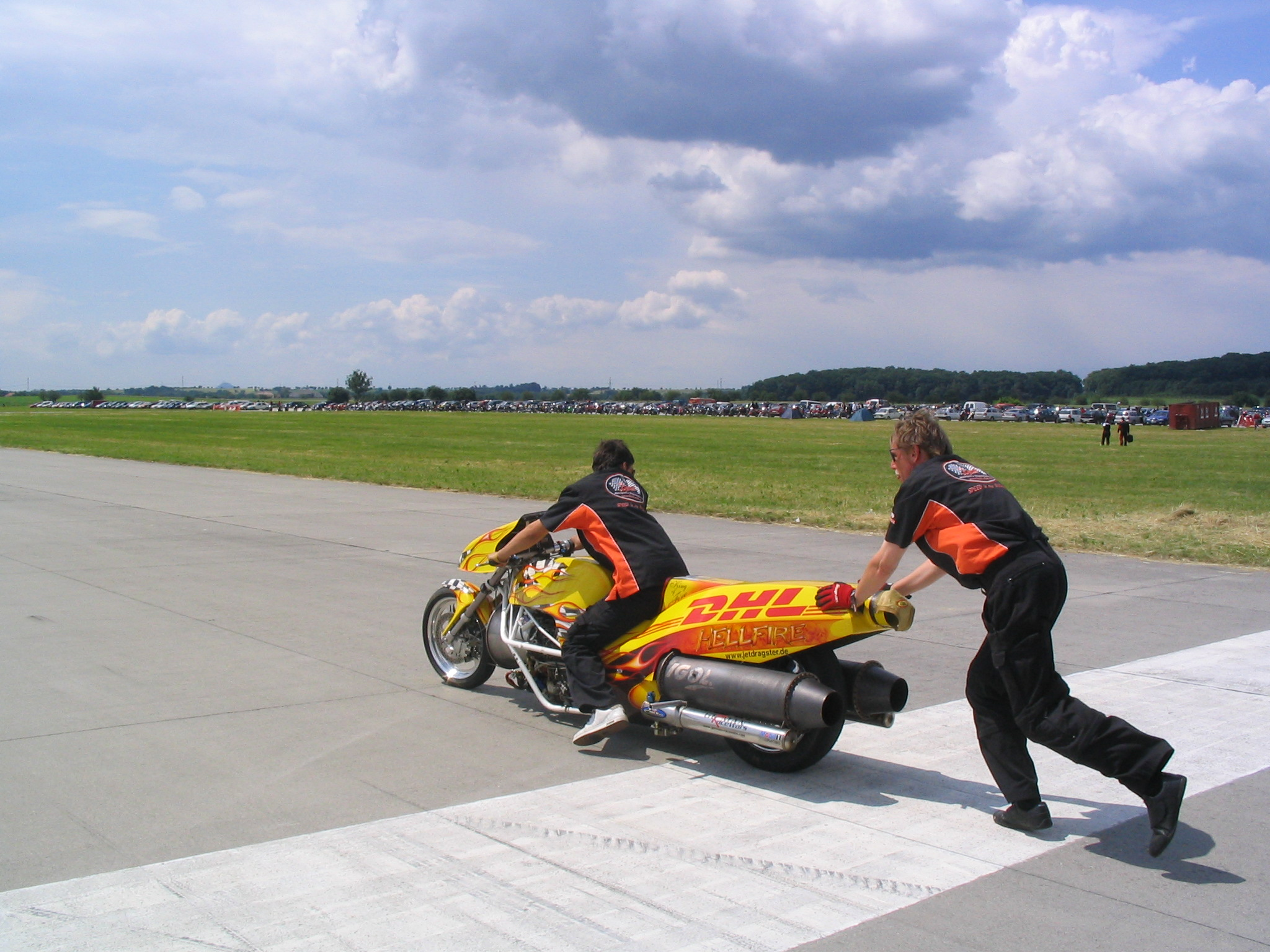
Jet-Bike „Hellfire“ (2018)
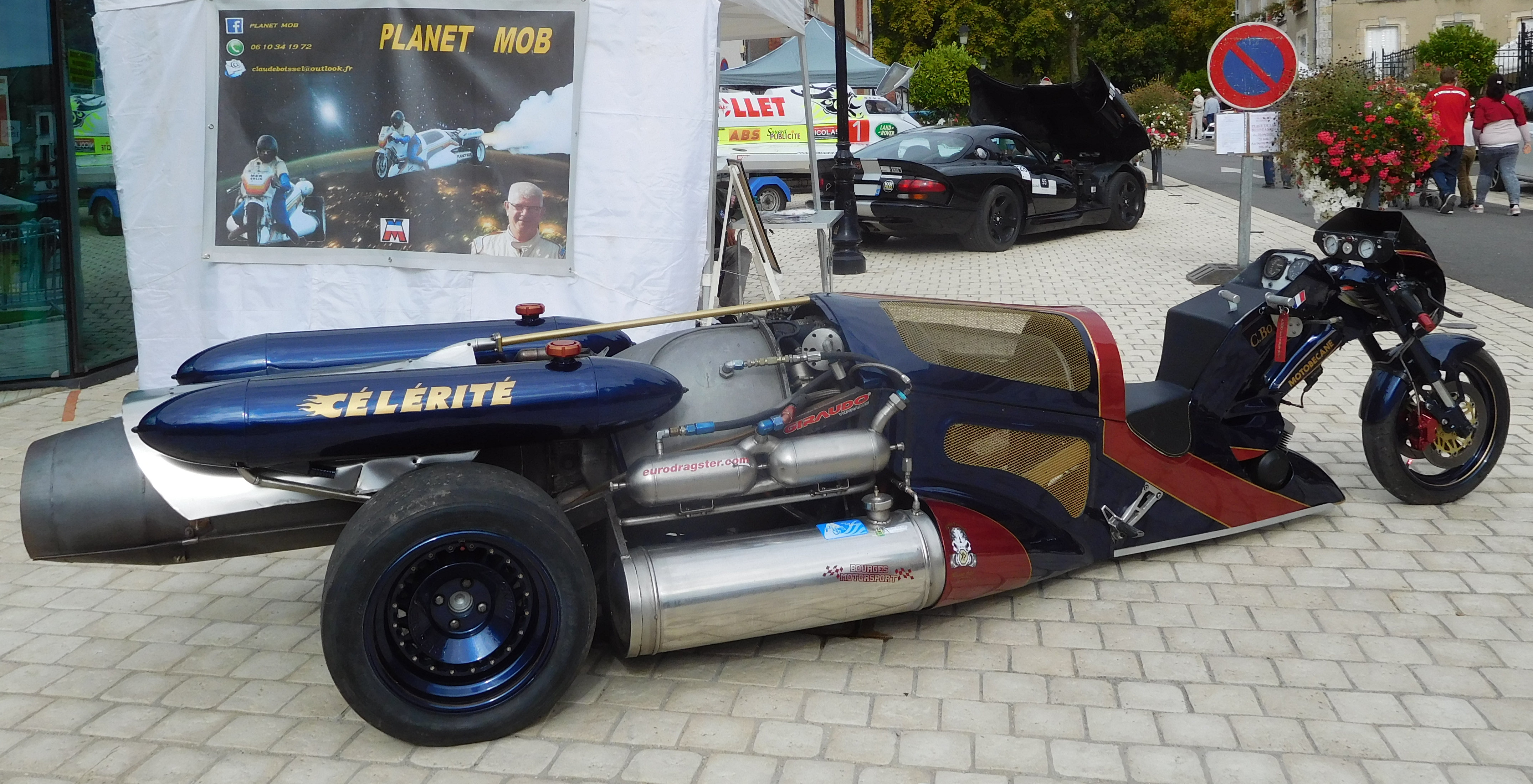
Jet-Trike-Prototyp „Célérité“ (gebaut Frankreich 2004)
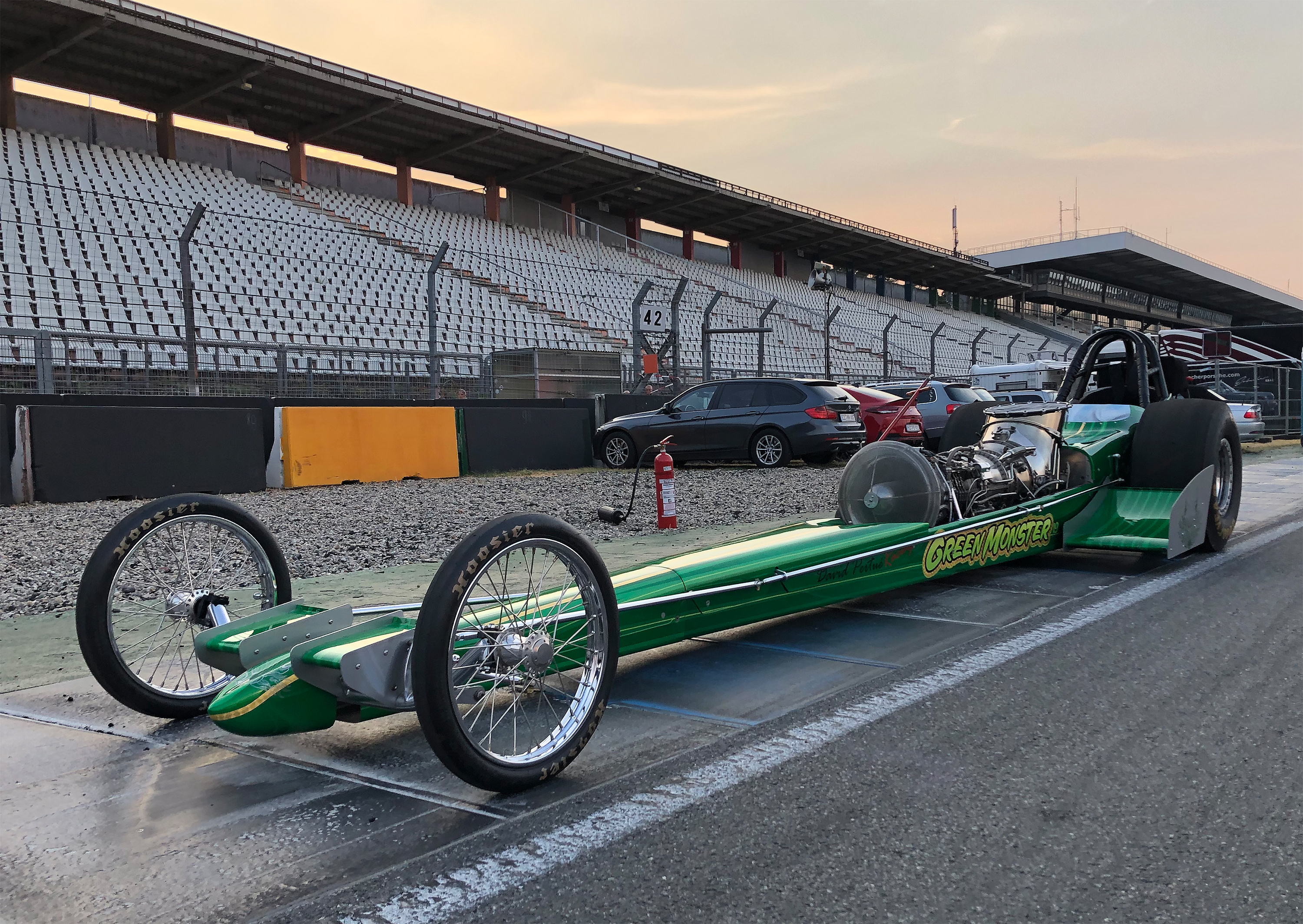
Green Monster #19, ein Jet-Dragster mit Rad-Antrieb
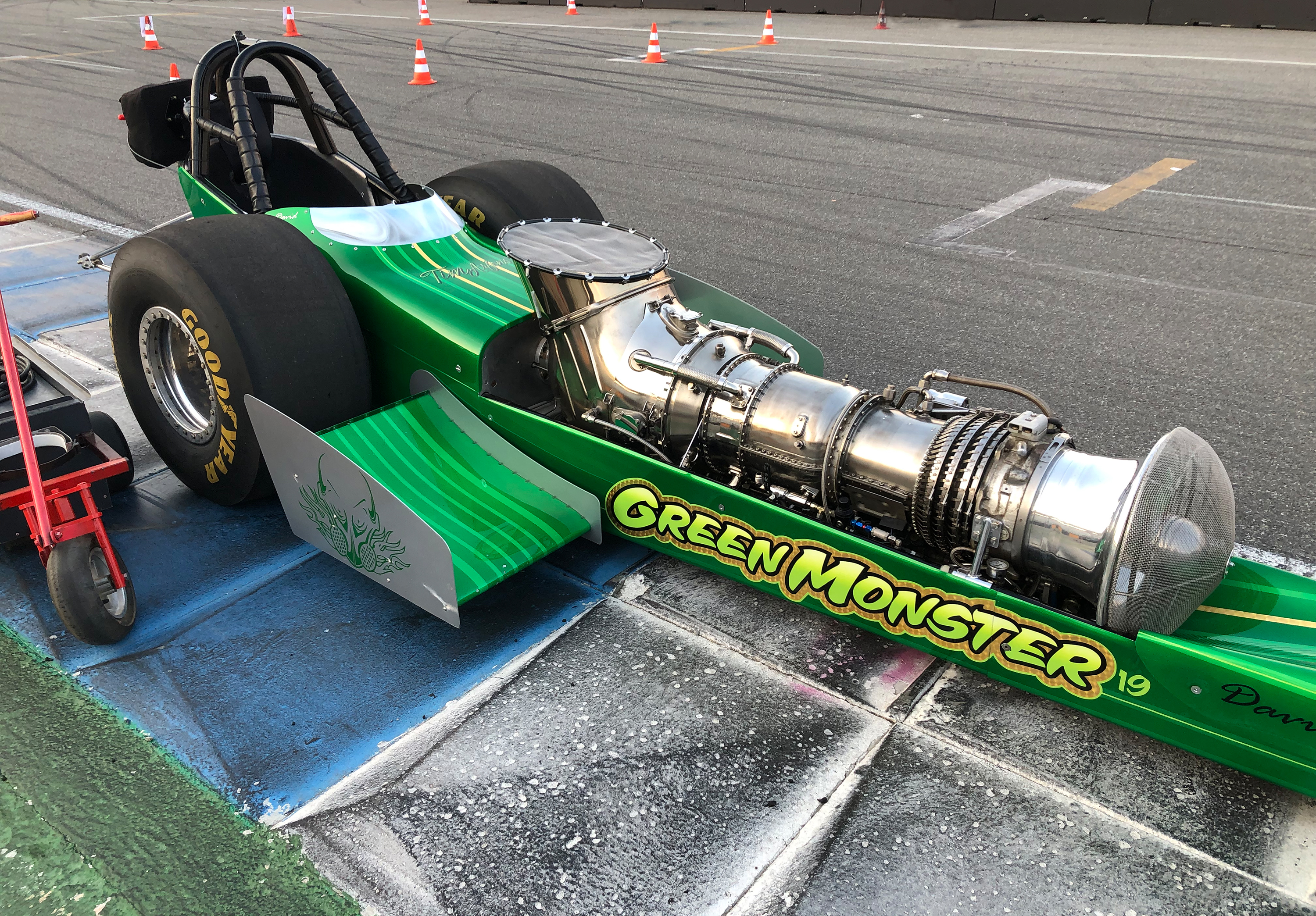
Die Turbine: Die Welle zur Kraftübertragung an die Hinterräder verläuft direkt zwischen den Beinen des Piloten
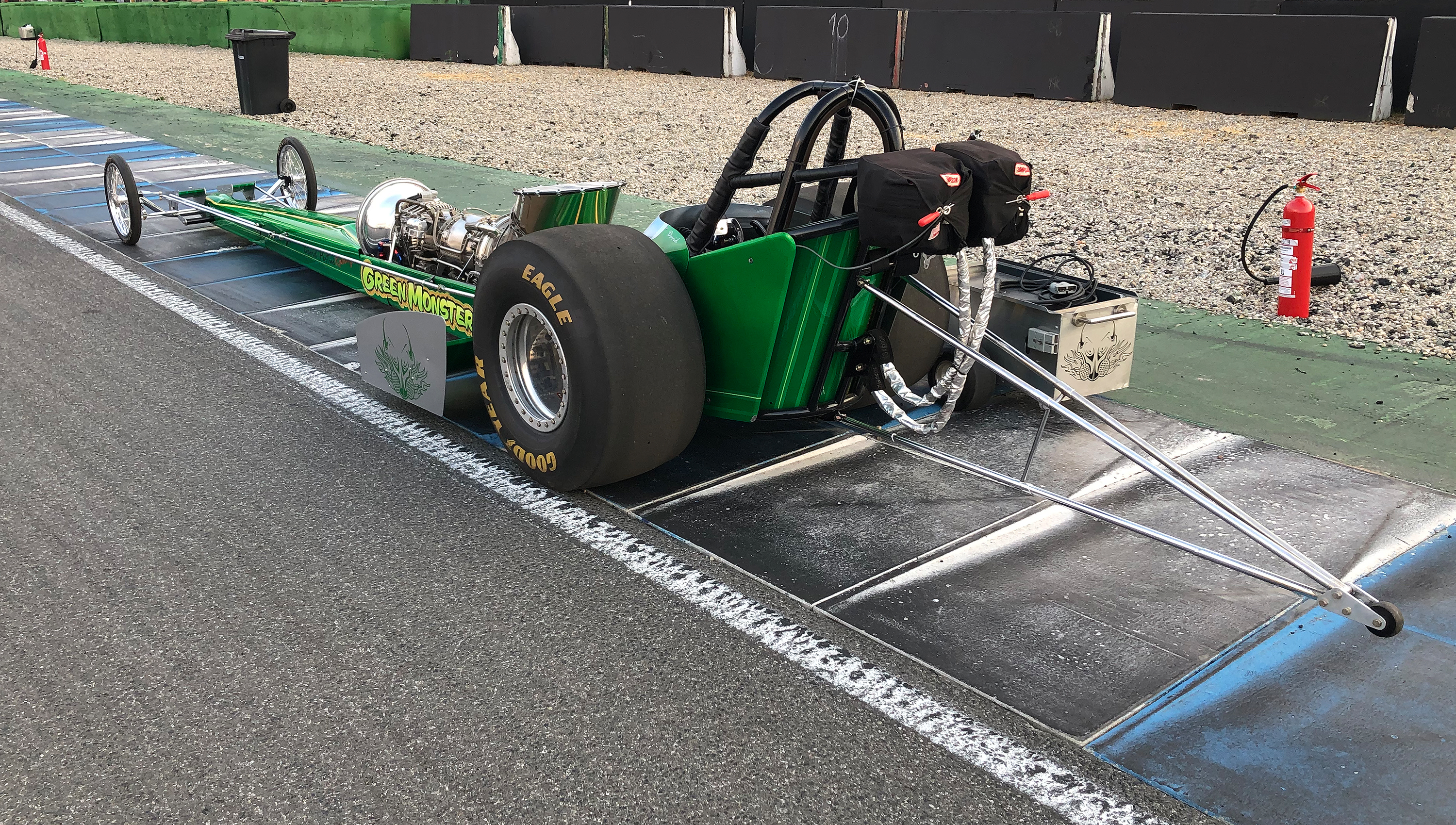
Heckansicht mit Bremsschirm und sog. „Wheeliebar“ (zum Vermeiden eines Überschlags)

## Trivia
Im September 2006 verunfallte der britische Moderator, Autor und Journalist Richard Hammond bei Dreharbeiten zur neunten Staffel der Fernsehreihe Top Gear mit dem Jet-Dragster Vampire. Nach sieben erfolgreichen Fahrten platzte der rechte Vorderreifen des Wagens bei einer Geschwindigkeit von etwa 460 km/h. Der Wagen überschlug sich und bohrte sich kopfüber in den Boden. Hammond wurde mit schweren Kopfverletzungen in die Intensivstation eingeliefert. Ende Januar 2007 moderierte er wieder.